# Max Christiansen

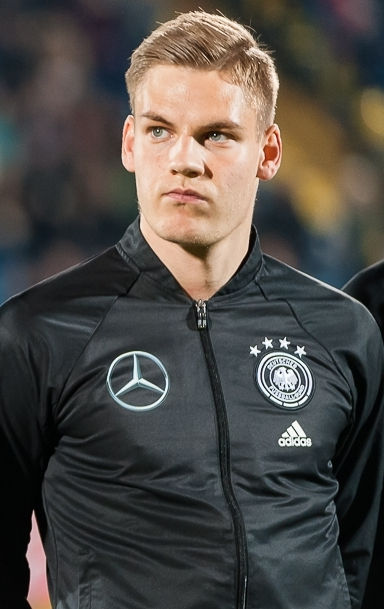
Max Christiansen

Max Christiansen, född 25 september 1996 i Flensburg, är en tysk fotbollsspelare.
Christiansen blev olympisk silvermedaljör i fotboll vid sommarspelen 2016 i Rio de Janeiro.